# 글래스고 대학교
글래스고 대학교(University of Glasgow)는 영국 스코틀랜드 글래스고에 위치한 영국의 공립 대학이다. 1451년부터 교육을 시작하여 567년의 역사를 가진 리서치 파워 하우스(Research Power House)라고 불리는 영국의 전통 대학이다.

## 연혁

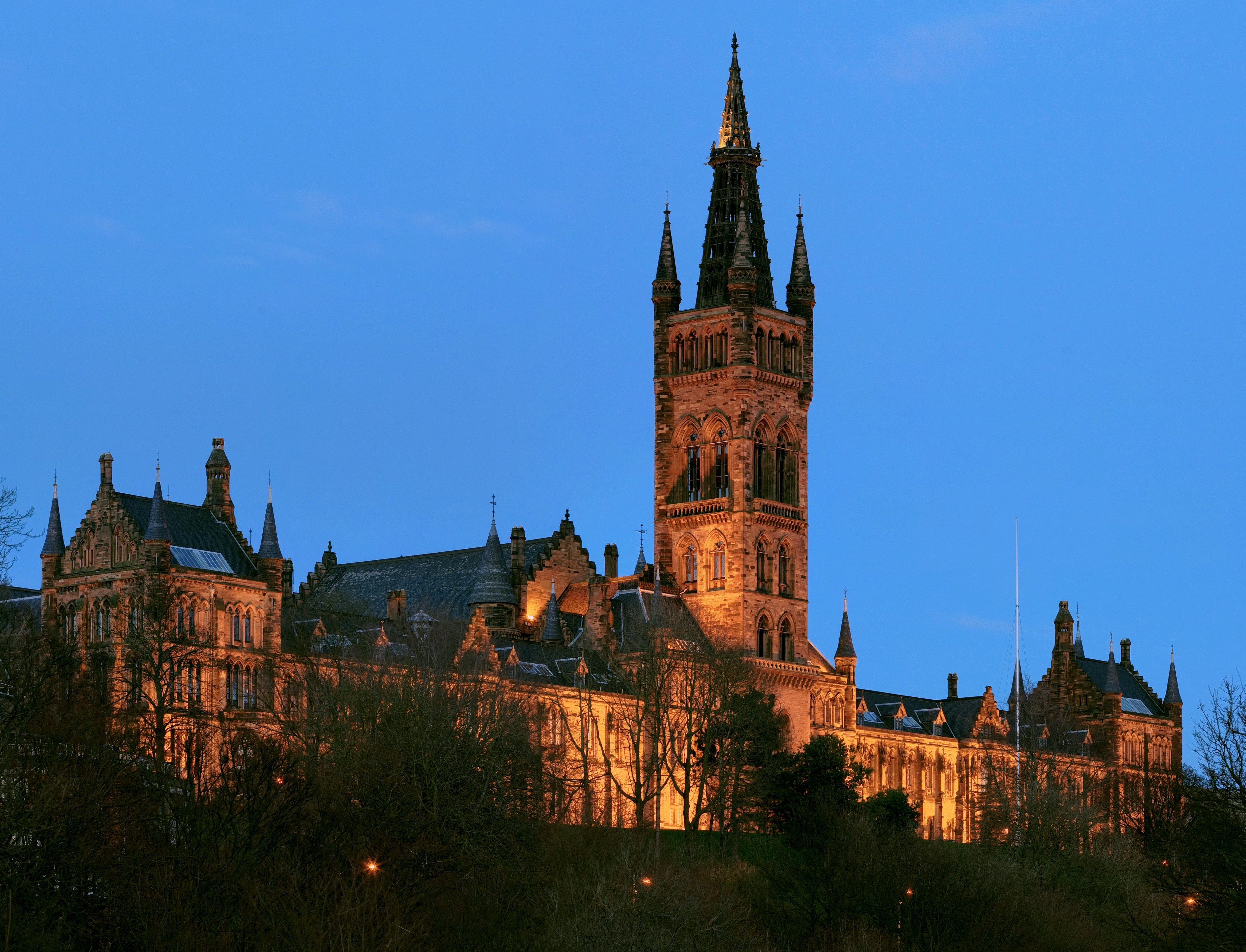
대학 내 캘빈그로브 파크

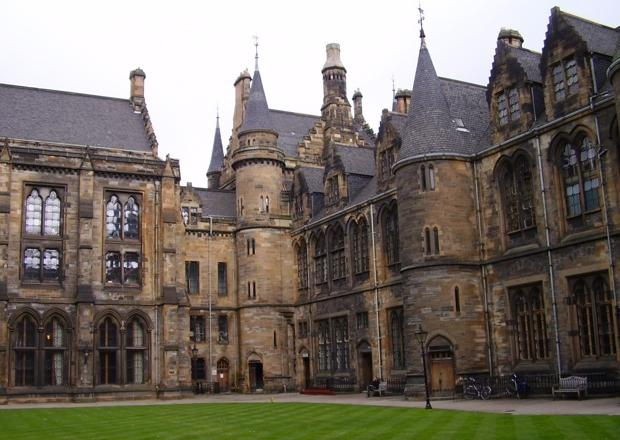
동편 별관

현대 대학교육의 기틀이 되어준 옥스퍼드 대학교, 케임브리지 대학교, 세인트앤드루스 대학교 다음으로 네번째, 스코틀랜드에서는 세인트앤드루스 대학교 다음으로 두 번째로 오래된 고대 대학(Ancient University)로 잘 알려져있다,
1451년 스코틀랜드 왕 제임스 2세는 당시 옥스포드와 캠브리지 등 2개의 대학을 가지고 있던 잉글랜드와 마찬가지로 스코틀랜드도 2개의 대학을 갖길 원했으며, 교황 니콜라스 5세에게 글라스고의 윌리엄 턴불 추기경 (Bishop William Turnbull)이 대학을 설립하도록 도와줄 것을 요청하였다. 그 결과 스코틀랜드에 처음으로 세인트 앤드루스 대학 (St. Andrew's University)이 개교한 후 40년 지나서 글라스고 대학이 두번째로 설립되었다. 개교 당시 볼로나 대학 (University of Bologna)을 모델로 삼았으며, 초창기부터 당시 중세유럽 지성의 핵심이었던 도미니크 수도사들 (the Dominicans)로부터 결정적 도움과 지식을 전수받은 글라스고 대학은 중세 유럽의 위대한 지적 전통을 계승하였다.

## 위상
글래스고 대학교는 세계 대학 1%안에 드는 세계 명문 대학으로 QS 세계대학평가에서 59위, Times Higher Education 세계대학평가에서 76위를 기록하였다. 또한 글래스고 대학교는 영국의 아이비 리그인 러셀그룹(Russell Group)과 우니베르시타스(Universitas) 21의 멤버이며 경제학자 애덤 스미스(Adam Smith), 증기 기관 발명가 제임스 와트(James Watt), 물리 학자 로드 켈빈(Lord Kelvin), 텔레비전 발명가 존 로기 베어드(John Logie Baird)가 졸업한 학교이다. 또한 상대성 이론으로 유명한 물리학자 앨버트 아인슈타인(Albert Einstein)이 1933년 직접 강의를 하고 명예학 박사를 수여받은 역사적으로 대표적인 석학들의 요람으로 잘 알려져 있다. 입학 경쟁률이 매우 치열한 편으로 일반적으로 학부과정 입학경쟁률은 13:1 이상이다. 그리고 학생 경험에 대해서는 UK 세 번째이다. 더불어 2007년 선데이타임즈에 "올해의 스코틀랜드 대학교"에 선정되기도 하였고 영국 최고 가치의 대학으로 선정되기도 했다. 약대와 뇌과학 분야에서는 영국 1위이며, 우주공학과는 스코틀랜드에서 유일하게 제공되고있으며 영국에서 가장 오래되었다. 세계적으로 인증받은(AMBA, AACSB, EQUIS 등) 경영대학(원)인 아담 스미스 비즈니스 스쿨(Adam Smith Business School)은 스코틀랜드에서 최대, 영국에서 두번째로 규모가 크다.

## 저명한 동문
7명의 노벨상 수상자가 글래스고 대학에서 교육을 받았거나 교수로 지냈었다. 그뿐 아니라 2명의 영국 총리를 배출했으며 대표적인 졸업생으로는 애덤 스미스, 제임스 와트, 조지프 리스터, 켈빈 남작 1세 윌리엄 톰슨, 조지프 블랙, 윌리엄 램지, 존 로지 베어드, 프랜시스 허치슨 등이 있다.

## 같이 보기
- 글래스고 스쿨 오브 아트
- 매킨토시 건축학교